# Tykhornsfår
Bighornfår eller Tykhornsfår (latin: Ovis canadensis) er en af de to vildtlevende fårearter i Nordamerika. De er udbredt fra Alaska og Canada til Mexico. Den biologiske systematik er ikke ganske klar, men der regnes traditionelt med syv underarter, der forekommer i forskellige områder fra bjergegnene i Rocky Mountains til ørkenegnene i det sydvestlige USA. Nyere genetiske undersøgelser tyder dog på, at der reelt ikke kan skelnes mellem mere end 2-3 underarter, og at forskellene i pelsfarve og andre kendetegn, man bruger til at skelne underarterne fra hinanden blot er naturlig variation indenfor den samme underart. Fårene har deres navn efter deres horn, som især hos hanner (væddere) bliver særdeles kraftige, hvilket adskiller tykhornsfåret tydeligt fra den anden nordamerikanske fåreart, tyndhornsfåret (Ovis dalli). 